# Tiririca
Francisco Everardo Oliveira Silva (Itapipoca, 1 de mayo de 1965), conocido por su nombre artístico Tiririca, es un actor, payaso, comediante, humorista, y político brasileño. En la actualidad, es diputado por el estado de São Paulo en el Congreso de Brasil.
Tiririca alcanzó fama inicialmente como cantautor, llegando a lanzar su primer disco Florentina (1997). Luego de iniciada su carrera como cantautor, comenzó a realizar apariciones en televisión como comediante. En 2010 se postuló como diputado por São Paulo en la cámara baja del Congreso y fue el segundo candidato más votado de la historia de Brasil.
Nació en una familia muy pobre, por lo que tuvo que trabajar desde los seis años, y a los ocho comenzó a trabajar en un circo local como payaso.